# Келчиглув
Келчиглув (пол. Kiełczygłów) — село в Польщі, у гміні Келчиглув Паєнчанського повіту Лодзинського воєводства.
Населення — 648 осіб (2011).

## Демографія
Демографічна структура станом на 31 березня 2011 року:
|          | Загалом | Допрацездатний вік | Працездатний вік | Постпрацездатний вік |
| -------- | ------- | ------------------ | ---------------- | -------------------- |
| Чоловіки | 324     | 48                 | 239              | 37                   |
| Жінки    | 324     | 46                 | 194              | 84                   |
| Разом    | 648     | 94                 | 433              | 121                  |